# Pediobius deschampsiae
Pediobius deschampsiae är en stekelart som beskrevs av Dawah 1988. Pediobius deschampsiae ingår i släktet Pediobius och familjen finglanssteklar. Inga underarter finns listade i Catalogue of Life.